# Makunouchi

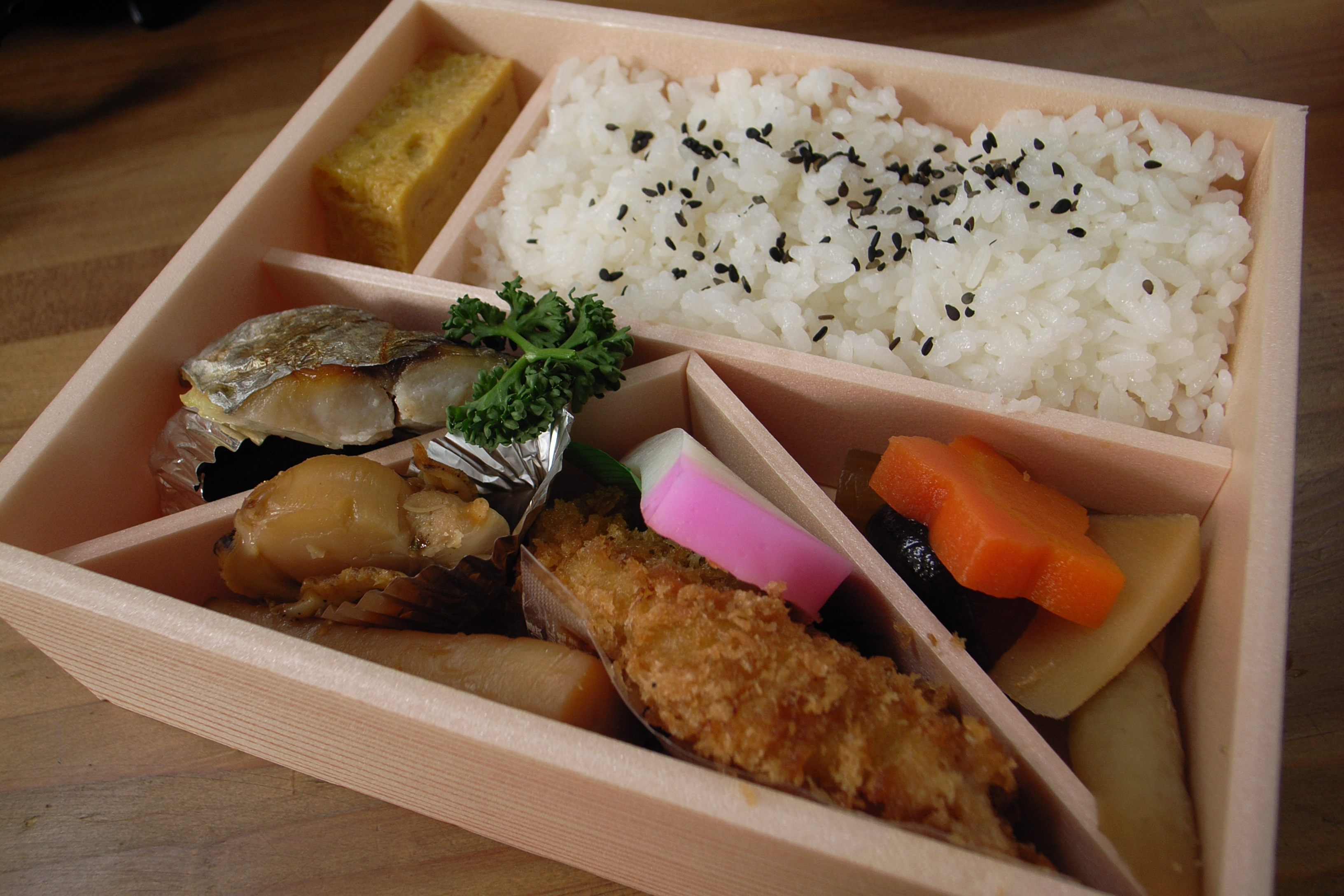
Un bentō makunouchi.

Se llama makunouchi (幕の内?) a un tipo popular de bentō japonés consistente en pescado, carne, encurtidos, huevos y verduras acompañados de arroz y un umeboshi. También hay otras variantes como las que incluyen arroz con castañas, sushi de pescado de agua dulce y estofado de carne y arroz.
La palabra makuno-uchi bentō (‘bentō entreacto’) procede del periodo Edo (1603 a 1867), cuando eran servidos durante los intermedios (幕間) de las representaciones teatrales nō y kabuki.
Del periodo Meiji en adelante, el makunouchi se ha convertido en una convención frecuente para los bentōs vendidos en estaciones de tren. Las tiendas de conveniencia también venden un bentō con el nombre makunouchi. Aunque la selección y el número de ingredientes de un bentō makunouchi cambia de una tienda a otra, con frecuencia tiene más contenido y cuesta más que otros productos.